# جرائم قتل الايمو في العراق
قتل الإيمو في العراق هي سلسلة من حملة جرائم قتل كانت جزءًا ضد المراهقين العراقيين الذين يرتدون ملابس الإيمو التي نفذتها المليشيات كاحدى اساليب محاربة الثقافة الغربية. تم اختطاف وتعذيب وقتل ما بين 6 الى 70  شابًا في بغداد والعراق خلال شهر مارس(اذار) 2012.    في سبتمبر(ايلول) 2012، ذكرت بي بي سي نيوز أن الرجال المثليين في بغداد قالوا إن عمليات القتل لم تتراجع. 

## الخلفية
اكتسبت ثقافة الإيمو شعبية بين المراهقين العراقيين في عام 2011.  كما أصبحت اكثر شعبية في الدول العربية الأخرى. الإيمو هو فرع من موسيقى الترنتيف روك ،  يرتبط في معظم أنحاء العالم بثياب المراهقين الغريبة ومحاولة الاختلاف عن المجتمع ، ولكن في العالم العربي يرتبط هذا ايضاً بقوة بكلاً من المثلية الجنسية وعبادة الشيطان .  لمثلية الجنسية وضع قانوني غير واضح بالعراق ولكنها من المحرمات وفق الاسلام، ويتعرض العديد من الأشخاص من مجتمع الميم في العراق للتمييز أو سوء المعاملة أو القتل.   يقول النشطاء إن المضايقات ضد المثليين قد زادت منذ غزو العراق وما تلاها ، حيث يتعرض المثليين العراقيين للمضايقة من قبل قوات الأمن، بالضرب والقتل على يد المليشيات في المناطق بغداد منذ عام 2006 على الأقل  
في فبراير(شباط) 2012، نشرت شرطة الآداب في بغداد بياناً على موقع وزارة الداخلية العراقية تنتقد فيه مراهقي الإيمو لارتدائهم "ملابس غريبة وضيقة والتي عليها صور جماجم" و"حلقات في أنوفهم وألسنتهم". وأدان البيان الإيمو ووصفها بأن اصلها شيطاني ، ونقل عن العقيد مشتاق طالب المحمداوي قوله إن شرطة الآداب حصلت على موافقة رسمية من وزارة الداخلية للقضاء على "الظاهرة" في أسرع وقت ممكن "لأنها تؤثر سلباً على المجتمع وقد تصبح خطراً " على حد وصفه.  ذكرت صحيفة نيويورك تايمز أنه في الأسابيع التالية، بدأت تظهر منشورات مناهضة للإيمو تهددهم بالقتل كتب فيها "ان على الرجال الشواذ قص شعرهم، وان يتوقفوا عن ارتداء ملابس التي تشير الى عبدة الشيطان والتوقف عن سماع الميتال والإيمو والراب". حيث بدأة تظهر هذه المنشورات بالكثيير من احياء بغداد عام 2011. 

## القتل
ويقول ضباط أمن وزارة الداخلية إن عدد القتلى ستة. ومع ذلك، ذكرت وكالة رويترز أن مسؤولي المستشفى والأمن قدروا العدد بـ 14 أو أكثر، وقالت جماعيات حقوق الإنسان مثل محكمة بروكسل إن عدد الجثث قد يصل إلى 100.  وذكرت وكالة أسوشيتد برس أن مسؤولاً بوزارة الداخلية لم يذكر اسمه قدّر العدد بـ 58، وقال إن جميعهم من الذكور باستثناء واحدة.  وبحسب بي بي سي، فإن الأمم المتحدة تقدر عدد القتلى بـ 12 شخصًا على الأقل، لكنها تعتقد أن العدد الحقيقي أعلى من ذلك بكثير. 
وقد تم العثور على الجثث في حاويات القمامة، بعد تعرضهم للضرب المبرح حتى الموت بطوب البناء   في ممارسة تعرف باسم " "القتل بالبلوكة".  وقال شخص لصحيفة "الأخبار" اللبنانية التي تتخذ من بيروت مقراً لها إنه نجا من هجوم، "في البداية يلقون الطوب على ذراعي الصبي، ثم على ساقيه، ثم تكون الضربة النهائية على رأسه، وإذا لم يمت بعدها، يعيدون من جديد." 

## مسؤولية جرائم القتل
وقد دعت جماعات حقوق الإنسان الدولية السلطات العراقية إلى التحقيق في عمليات القتل،  قائلين إنها من عمل المليشيات والشرطة،  بما في ذلك مجموعات مثل جيش المهدي ، الذي أنشأه رجل الدين الشيعي مقتدى الصدر في عام 2003. .  تكهن بعض المعلقين العراقيين واستاذ تاريخ الشرق الاوسط الامريكي مارك ليفين بأن انشغال المليشيات مع مراهقي الإيمو يخدم مصالح الحكومة العراقية من خلال إبقاء المجموعات مشغولة، وصرف غضبهم ونقمهم عن أهداف أخرى محتملة في العراق.  وذكرت قناة السومرية العراقية أن الصدر نفى مسؤوليته عن استهداف الايمو، ووصف مراهقي الإيمو بالاغبياء وشاذين عن الطبيعة، لكنه قال إنه يجب التعامل معهم بالوسائل القانونية.   
بعد تغطية جرائم القتل، نفى المسؤولين العراقيين وجود أي حملة لاستهداف المراهقيين المثليين أو الإيمو،  وقالوا إن القصة تم اختلاقها لخدمة أجندات مناهضة لاسلام ومعادية لحكومة. يقولون أن المراهقين يمكنهم ارتداء ملابسهم كما يحلو لهم، وأن الحكومة ستحميهم.   
في سبتمبر(أيلول) 2012، أجرت بي بي سي مقابلة مع 17 رجلاً مثلياً ورجل شرطة سابق في بغداد، وصرح جميعهم انه قد تم قتل اصدقاء او شركاء لهم بالاحداث، وذكرت أنهم جميعاً يلقون باللوم على وزارة الداخلية العراقية في التحريض على جرائم القتل، وقالوا إن الاعتقالات والقتل لا يزال مستمراً. 

## ما بعد الفاجعة
في مايو 2012، نتيجة لعمليات قتل الإيمو، وفقًا منظمة الخروج للعلن، قامت الحكومة الهولندية بتوسيع سياسة اللجوء الخاصة بها تجاه المثليين العراقيين. 
زعم تقرير وزارة الخارجية الأمريكية عام 2013 حول ممارسات حقوق الإنسان في العراق أنه في عام 2013، أنشأ مجلس الوزراء العراقي لجنة وزارية مشتركة أصدرت بيانًا جاء فيه أن اعضاء مجتمع الميم "لا يختلفون" عن الآخرين، وأن ذلك أنشأ ميثاقًا رسمياً لوصف الحماية الأساسية المستحقة لهم. 

## الاسباب
يزعم محلل الاستخبارات الإسرائيلية دانييل برود أن جرائم القتل هذه ما هي الا جزء من تحول شامل بين الشيعة العراقيين نحو أن يصبحوا "أكثر تديناً وأكثر محافظة وأكثر اصولية"، بهدف تعزيز سلطتهم من خلال إنشاء "حكومة شيعية ثيقراطية". 
قبل الغزو الأمريكي للعراق عام 2003 ، كانت الأقليات الجنسية هناك تتمتع بقدر طفيف من الحرية.  لكن كان لغزو العراق ايصال حزب الدعوة الإسلامي المحافظ إلى رأس السلطة  وتقول منظمة هيومان رايتس ووتش إنه منذ عام 2004، قُتل مئات من الرجال المثليين بالعراق. وقيل إن هذه الحملة يقودها جيش المهدي ، وقيل إن قوات الأمن العراقية "تواطأت وانضمت إلى القتل". وقال شهود لـ هيومن رايتس ووتش إن القتلة يقتحمون المنازل ويلتقطون الناس في الشوارع، ويستجوبونهم لاستخراج أسماء المزيد من الضحايا، ثم يقتلونهم وينكلون بجثثهم. 
بحلول عام 2007، وفقًا لمنظمة حقوق الإنسان "العراقية LGBT" ومقرها لندن، أطلقت المنظمات السياسية والدينية العراقية حملة منظمة ومنسقة لمطاردة واعتقال وتعذيب وقتل كل من تعتبره مثليًا. يقول مجتمع الميم العراقي إن الحكومة العراقية تجبر المثليين على إعطاء أسماء وعناوين مثليين آخرين، ثم تعتقلهم وتسلمهم إلى المليشيات لقتلهم. 
في صحيفة الغارديان ، وصف الناشط الأمريكي في مجال حقوق الإنسان سكوت لونغ العراق بأنه "مجتمع منهار مع عملية سياسية معطلة وجمهور متقسم" وقال "ليس من الخطأ فحسب، بل من غير المجدي أن نطلق على جرائم القتل هذه اسم "قتل المثليين". ودعا العراق إلى بدء نقاش حول الاختلاف بالمجتمع، قائلا إن "العراقيين بحاجة إلى مناقشة الأسباب التي جعلت أهوال العقود الأربعة الماضية تجعل الاختلاف غير قابل لتحمل". 

## أنظر أيضا
- التمييز
- معاملة المثليين في العراق
- حقوق المثليين في العراق
- الثقافة فرعية
- العنف ضد الأشخاص المثليين